# Voleibol do Sporting Clube de Portugal
O Sporting Clube de Portugal (voleibol) é um clube português de voleibol sediado em Lisboa. É uma das secções profissionais do clube eclético Sporting CP e representa uma das modalidades de alto rendimento praticadas no clube. É um dos três grande clubes de voleibol de Portugal, a par do SC Espinho e do SL Benfica. As suas equipas, atletas e simpatizantes, de alviverde, são apelidados de sportinguistas e leões pelos seus fãs.
O brasileiro Gersinho assumiu o cargo de treinador em 2019, substituindo o Português Hugo Silva no cargo.

## História

### Antecedentes
O Voleibol foi introduzido no Sporting Clube de Portugal nos anos trinta por influência de Salazar Carreira, um dos fundadores da Associação de Voleibol de Lisboa, a 28 de dezembro de 1938.
O clube só chegaria aos primeiros títulos na década de cinquenta graças ao dinamismo de Mário Moniz Pereira, dirigente, treinador e jogador da equipa que, na temporada de 1953–54, quebrou a hegemonia do Instituto Superior Técnico que até aí tinha conquistado todos as edições disputadas do campeonato nacional. Faziam parte dessa equipa, para além de Moniz Pereira, os jugoslavos Jost e Budisin, Xara Brasil, Marques Pereira, Fernando Fezas Vital, Machado da Costa, Aníbal Rebelo e Plácido Martins.
Ao nível feminino, a primeira competição oficial começou a disputar-se em junho de 1951, onde o Sporting Clube de Portugal foi um dos quatro clubes que se apresentou em prova, tendo as Leoas ficado em segundo lugar. 
Após um período brilhante com a conquista dos Campeonatos Nacionais de 1953–54 e 1955–56, a modalidade entrou em declino, passando a ser fundamentalmente suportada por sucessos nos escalões de formação. Ao nível feminino, acabou por ser extinta no início da época de 1964–65 aquando da reestruturação do Clube.
Após duas décadas de interregno, a modalidade volta a ser praticada em 1981–82, iniciando-se no sector feminino, em seniores e juniores, para mais tarde voltar em força ao Sporting e para aqueles que foram os anos dourados da modalidade em Alvalade: os anos 90. 
Com uma equipa orientada por António Rodrigues e com alguns dos melhores jogadores da altura, como Nilson Júnior, Carlos Natário, Miguel Maia, Wagner Silva, Luís Cláudio, Magrão, Filipe Vitó, Marcelo e Maurício Cavalcanti, Carlos Silveira, Miguel Soares e Américo Silva, o Sporting foi tricampeão nacional e conquistou três Taças de Portugal e três Supertaças.
Contudo, a dinâmica vitoriosa foi abruptamente interrompida no início do projeto Roquete em 1995. Uma das medidas de saneamento financeiro da direção do Sporting. presidida por Santana Lopes na altura, foi acabar com diversas modalidades de alta competição, incluindo o voleibol, acabando assim a idade de ouro da modalidade no clube.
Antes da sua dissolvência, o clube tinha conquistado 5 Campeonatos Nacionais, 3 Taças de Portugal e 2 Supertaças Portuguesas, num total de 11 títulos nacionais na secção masculina da modalidade. No seu palmarés, o Sporting também contava com 2 Taças de Portugal de Voleibol Feminino e 1 Supertaça Feminina.
Em novembro de 1995, um grupo de técnicos, atletas e pais destes últimos da extinta secção decidiu fundar o Centro de Voleibol de Lisboa, uma instituição desportiva sem fins lucrativos dedicada ao ensino e prática da modalidade.

### Atualidade
O Sporting Clube de Portugal anunciou oficialmente que o voleibol passaria a fazer de novo parte do ecletismo leonino a 5 de junho de 2017, com a equipa sénior masculina a competir no Campeonato Nacional de Voleibol na época 2017–18, tendo o incontornável Miguel Maia como capitão.
O primeiro jogo oficial da equipa foi realizado frente ao SL Benfica no Pavilhão João Rocha, a contar para a 1ª jornada do Campeonato Nacional de Voleibol. O Sporting superiorizou-se frente ao campeão nacional da época anterior e venceu a partida por 3–1.
Após uma fase regular quase imaculada, tendo apenas perdido uma vez e registando uma reviravolta épica no pavilhão do seu grande rival, o SL Benfica, o Sporting sagrou-se campeão nacional pela 6ª vez na sua história, batendo mais uma vez o SL Benfica, desta vez na negra da final.
No inicio da temporada 2024/25, o Sporting venceu a Taça Ibérica da modalidade, ao derrotar o seu eterno rival por 3-1. 

## Infraestruturas Desportivas

### Pavilhão João Rocha

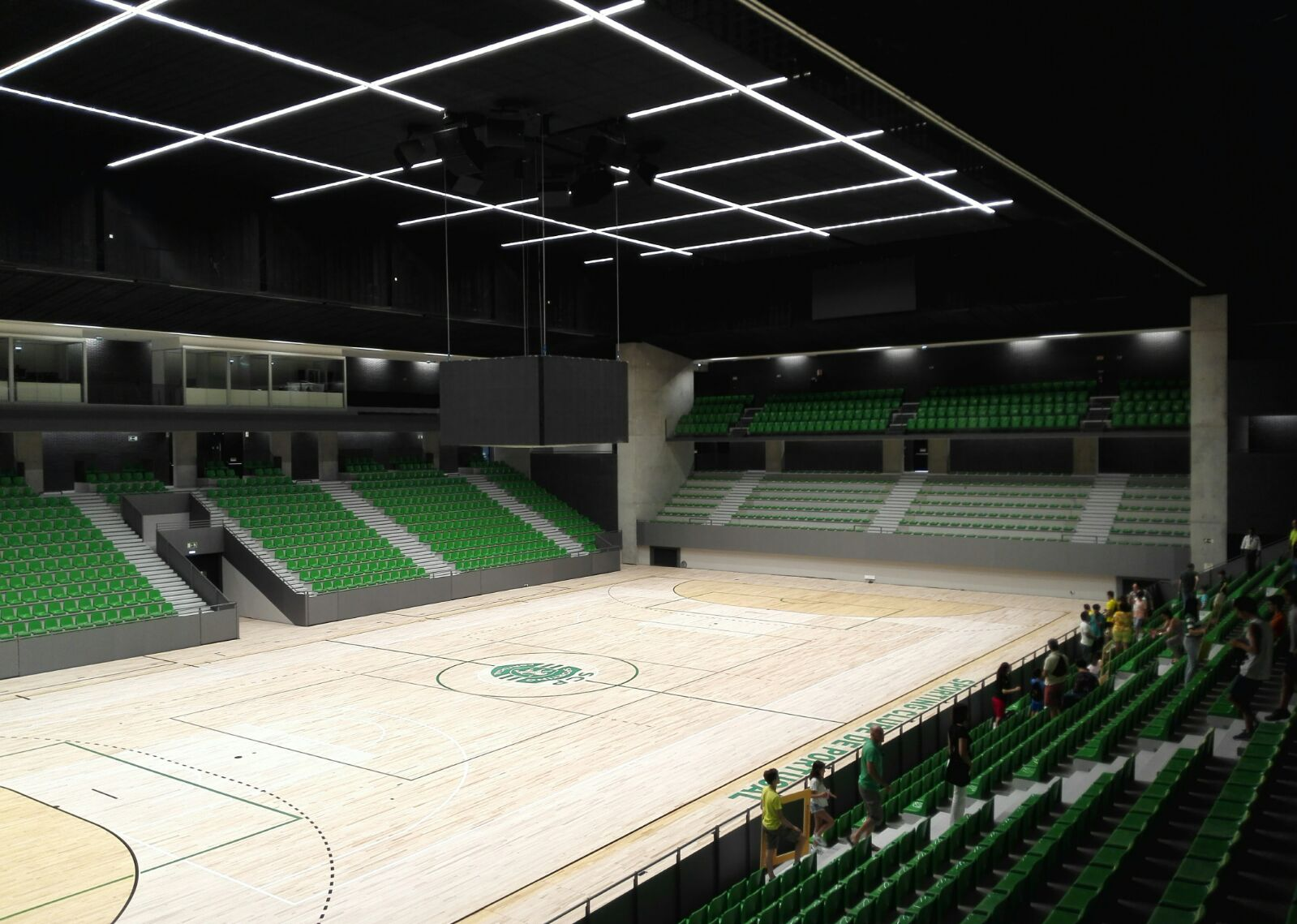
Interior do Pavilhão João Rocha.

O Pavilhão João Rocha é a casa das modalidades de alto rendimento do Sporting Clube de Portugal. Situado em Lisboa, junto ao Estádio José Alvalade, tem capacidade para 3 000 pessoas, sendo o maior pavilhão do Campeonato Nacional.

## Plantel
Atualizado de acordo com o website oficial do Sporting a 4 de setembro de 2020.

### Jogadores
| Distribuidores | Distribuidores | Distribuidores |
| Nº             | Nac.           | Nome           |
| -------------- | -------------- | -------------- |
| 8              | Portugal       | Miguel Maia    |
| 13             | Portugal       | Hugo Vinha     |
| 18             | Brasil         | Bruno Alves    |

| Liberos | Liberos  | Liberos      |
| Nº      | Nac.     | Nome         |
| ------- | -------- | ------------ |
| 11      | Portugal | Gil Meireles |
| 17      | Portugal | João Fidalgo |
| 20      | Portugal | Miguel Sá    |

| Opostos | Opostos | Opostos      |
| Nº      | Nac.    | Nome         |
| ------- | ------- | ------------ |
| 5       | Brasil  | Paulo Victor |
| 7       | Brasil  | André Saliba |

| Atacantes | Atacantes | Atacantes         |
| Nº        | Nac.      | Nome              |
| --------- | --------- | ----------------- |
| 1         | Venezuela | José Rojas        |
| 9         | Portugal  | José Vinha        |
| 10        | Brasil    | Robinson Dvoranen |
| 16        | Brasil    | Renan Purificação |

| Centrais | Centrais   | Centrais      |
| Nº       | Nac.       | Nome          |
| -------- | ---------- | ------------- |
| 3        | Brasil     | Éder Levi     |
| 4        | Brasil     | Victor Hugo   |
| 15       | Portugal   | André Sousa   |
| 19       | Cabo Verde | Hélio Sanches |

### Equipa técnica
| Nac.     | Nome           | Cargo             |
| -------- | -------------- | ----------------- |
| Brasil   | Gersinho       | Treinador         |
| Portugal | João Santos    | Treinador adjunto |
| Portugal | Renato Migelho | Treinador adjunto |

## Palmarés

### Seniores - Masculinos
| Nacionais | Nacionais             | Nacionais | Nacionais                                                           |
|           | Competição            | Títulos   | Temporadas                                                          |
| --------- | --------------------- | --------- | ------------------------------------------------------------------- |
|           | Campeonato Nacional   | 7         | 1953–54 • 1955–56 • 1991–92 • 1992–93 • 1993–94 • 2017–18 • 2024-25 |
|           | Taça de Portugal      | 5         | 1990–91 • 1992–93 • 1994–95 • 2020-21• 2023-24                      |
|           | Supertaça de Portugal | 5         | 1990–91 • 1992–93 • 1994–95 • 2020-21 • 2023-24                     |
|           | II Divisão            | 3         | 1958–59 • 1983–84 • 1984–85                                         |
|           | III Divisão           | 1         | 1982–83                                                             |

### Seniores - Femininos
| Nacionais | Nacionais        | Nacionais | Nacionais                     |
|           | Competição       | Títulos   | Temporadas                    |
| --------- | ---------------- | --------- | ----------------------------- |
|           | Taça de Portugal | 3         | 1984–85 • 1985–86 • 2022–2023 |
|           | Supertaça        | 1         | 1986-87                       |
|           | II Divisão       | 1         | 2018-19                       |
|           | III Divisão      | 1         | 2017-18                       |

## Modalidades do Sporting Clube de Portugal
| Modalidades do Sporting Clube de Portugal | Modalidades do Sporting Clube de Portugal | Modalidades do Sporting Clube de Portugal | Modalidades do Sporting Clube de Portugal | Modalidades do Sporting Clube de Portugal | Modalidades do Sporting Clube de Portugal |
| Atualmente Praticadas                     | Atualmente Praticadas                     | Atualmente Praticadas                     | Atualmente Praticadas                     | Atualmente Praticadas                     | Atualmente Praticadas                     |
| ----------------------------------------- | ----------------------------------------- | ----------------------------------------- | ----------------------------------------- | ----------------------------------------- | ----------------------------------------- |
| Aikido                                    | Andebol                                   | Atletismo                                 | Automobilismo                             | Basquetebol                               | Bilhar                                    |
| Boxe                                      | Canoagem                                  | Capoeira                                  | Ciclismo                                  | Desporto Adaptado                         | Dressage                                  |
| Esports                                   | Futebol                                   | Futebol Feminino                          | Futebol de Praia                          | Futsal                                    | Ginástica                                 |
| Golfe                                     | Hóquei em Patins                          | Horseball                                 | Surf                                      | Judo                                      | Karaté                                    |
| Kickboxing                                | Krav maga                                 | Natação                                   | Padel                                     | Paintball                                 | Pesca Desportiva                          |
| Polo Aquático                             | Remo                                      | Rugby                                     | Taekwondo                                 | Ténis                                     | Ténis de Mesa                             |
| Tiro à Bala                               | Tiro com Arco                             | Triatlo                                   | Voleibol                                  | Xadrez                                    |                                           |